# Kristian Kuzmanović
Kristian Kuzmanović (Rotterdam, 6 mei 1988) is een Nederlands voormalig profvoetballer van Kroatische komaf, die als aanvallende middenvelder speelde. Hij is een zoon van Boro Kuzmanović.

## Loopbaan
Kuzmanović begon bij het Zwitserse FC Winterthur waarvoor hij meer dan honderd wedstrijden speelde. Van medio 2014 tot september 2015 kwam hij uit voor FC Vaduz in Liechtenstein dat in de Zwitserse competitie speelt. Met de club won hij de Liechtensteinse voetbalbeker. Op 29 september 2015 tekende hij een contract tot medio 2017 bij FC Schaffhausen. In de zomer van 2016 verliet hij de club en in januari 2017 sloot hij aan bij het onder 21 team van zijn oude club FC Winterthur. In juli 2017 ging hij naar FC Wohlen waar hij in de winterstop vertrok. In het seizoen 2018/19 speelde hij bij Yverdon-Sport.